# 1827 au Bas-Canada
Cet article traite des événements survenus en 1827 au Bas-Canada. 

## Événements

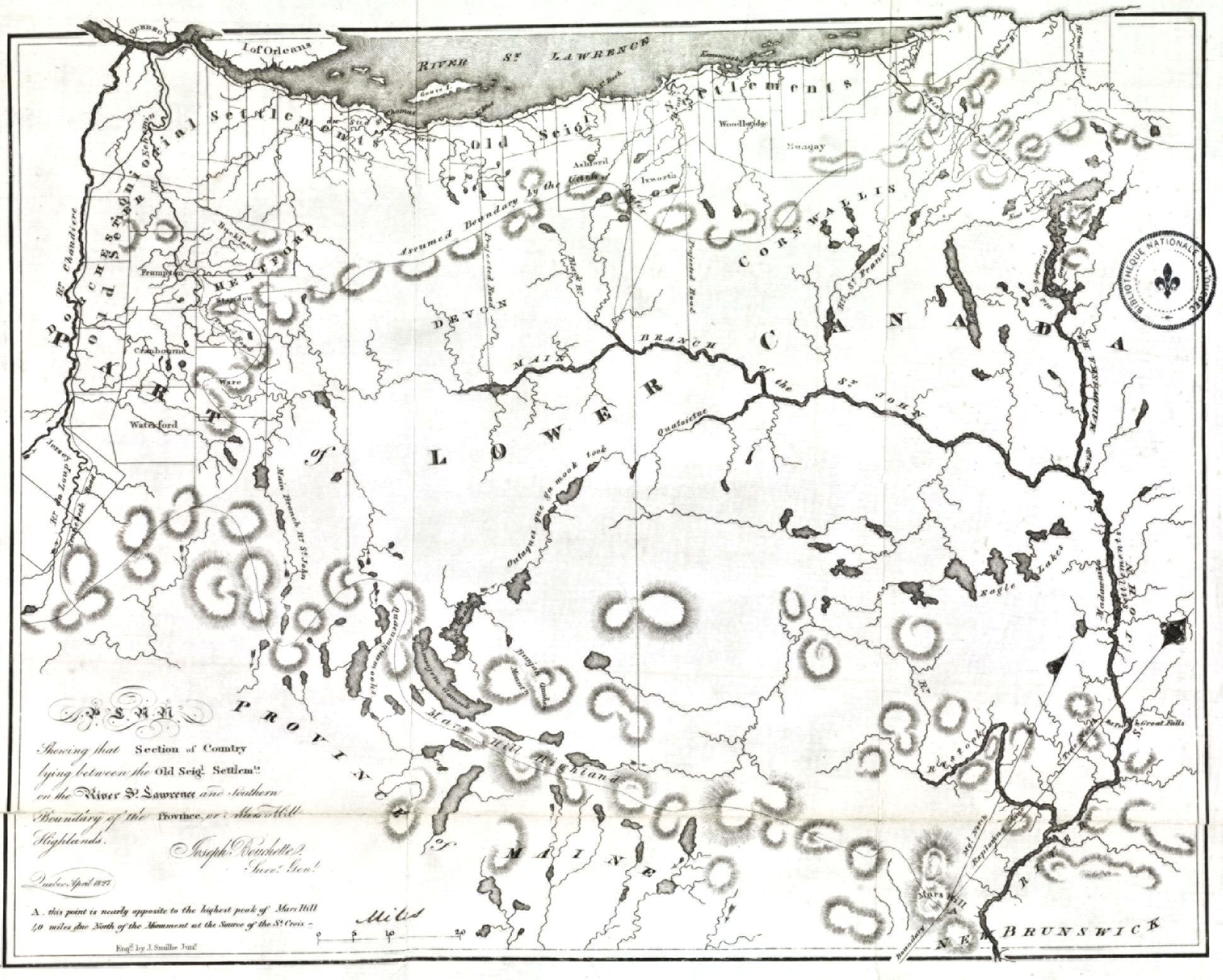
Carte du bas du fleuve

- 2 juillet : fondation du Collège de Sainte-Anne-de-la-Pocatière.
- 20 novembre : début de la Treizième législature du Bas-Canada.
- 18 décembre : les éditeurs de journaux Jocelyn Waller et Ludger Duvernay sont arrêtés pour diffamation contre le gouverneur.
- Fondation de la ville de Oakville dans le Haut-Canada
- Henry Wolsey Bayfield entreprend l'immense tâche de cartographier et de faire des relevés hydrographiques dans le Fleuve Saint-Laurent et dans le Golfe Saint-Laurent.

## Culture
- Joseph-Isidore Bédard écrit le chant patriotique Sol Canadien! Terre chérie!

## Naissances
- 28 février : Albert Lacombe, missionnaire.
- 16 avril : Octave Crémazie, écrivain et poète.
- 21 octobre : Charles Laberge, avocat et homme politique.
- 27 décembre : Pierre-Alexis Tremblay, homme politique.

## Décès
- 19 mars : Olivier Perrault, seigneur et politicien.
- 31 août : Jean Boudreau, politicien.
- 26 septembre : Louis Turgeon, notaire et politicien.
- John Clark, homme d'affaires à Montréal.